# Речкалов, Иван Васильевич
Иван Васильевич Речкалов — советский хозяйственный, государственный и политический деятель.

## Биография
Родился в 1907 году в деревне Худяково. Член КПСС с 1926 года.
С 1925 года — на хозяйственной, общественной и политической работе. В 1925—1969 гг. — заведующий избой-читальней, заведующий орго, секретарь Ирбитского окружного комитета ВЛКСМ, в ГПУ, в Тавдинском, Костинском, Верхо-Турском районном отделе ГПУ, начальник Кировского, Петроградского, Палкинского районного отдела НКВД, начальник Псковского окружного отдела НКВД, командир группы автоматчиков дивизии народного ополчения имени Ф. Э. Дзержинского, начальник Отделения, заместитель начальника Секретно-политического отдела Управления НКВД по Ленинградской области, начальник Управления МГБ по Новгородской области, министр государственной безопасности Якутской АССР, заместитель министра внутренних дел Северо-Осетинской АССР, заместитель начальника Управления КГБ по Белгородской области, на ряде хозяйственных должностей в Ленинграде.
Избирался депутатом Верховного Совета РСФСР 2-го созыва.
Умер в Ленинграде в 1981 году.